# Chorvatský cestovní pas

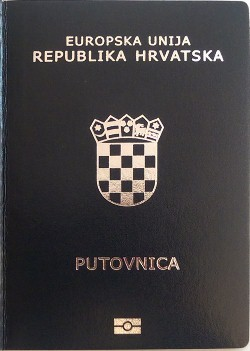
Vzor chorvatského biometrického pasu

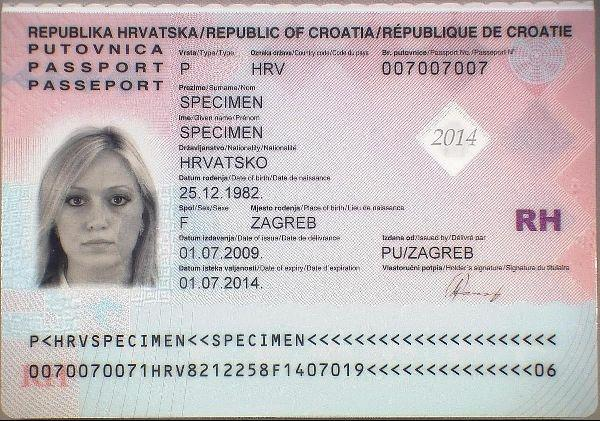
Informační stránka Chorvatského pasu

Chorvatský cestovní pas se vydává občanům Chorvatské republiky pro mezinárodní cesty. Cestovní pas slouží hlavně pro mezinárodní cesty a neoficiálně i jako doklad o chorvatském občanství a totožnosti. Vydává je Ministerstvo vnitra Chorvatské republiky, resp. místní velvyslanectví nebo konzulát pro chorvatské občany v zahraničí. Jeho platnost je pět až deset let.

## Dějiny
Za dob Rakousko-Uherska byly vydávány cestovní pasy na jméno krále uherského, byly psané chorvatsky a francouzsky a s erbem Trojjediného království na obálce.

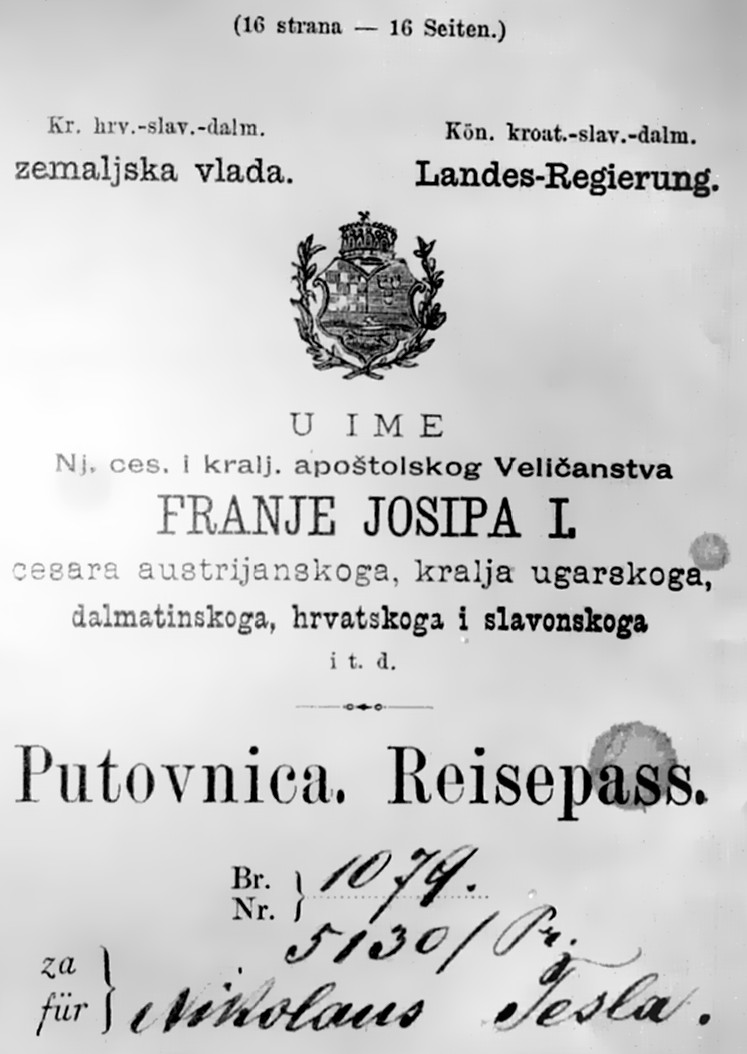
Cestovní pas psaný na jméno Nikola Tesla.

První moderní cestovní pas Chorvatské republiky byl vydán 26. června 1991 poté, co Chorvatsko oznámilo ukončení vztahů a nezávislost na SFRJ. Staré jugoslávské pasy přestaly platit 25. června 1992. Starý název pro pas byl putnica, dnes se již nepoužívá.

## Vzhled
Obsah pasu je napsán v chorvatštině, angličtině a francouzštině, má celkem 34 stran. Osobní údaje držitele jsou psány v chorvatštině. Od roku 2000 byly přidány holografické obrázky, mikrotisk a vodoznak. Fotografie je nyní vytištěna digitálně a přímo na papír. Všechny cestovní pasy se vydávají v Záhřebu a čekací doba je 30 dnů od podání žádosti.
Biometrické pasy jsou vydávány od roku 2009 v souladu s novými standardy Evropské unie a USA. Čip v pasu obsahuje dva otisky prstů a digitální obraz držitele.
Dne 3. srpna 2015 se začaly vydávat nové pasy s dodatečným nápisem „Evropská unie“.

## Vízový systém

Vízové požadavky chorvatských občanů
Chorvatsko
Svoboda pohybu
Vízum není potřebné
Vízum při příjezdu
eVisa
Vízum dostupné při příjezdu i online
Vízum nutné před příjezdem

V roce 2006 Velká Británie zrušila víza pro chorvatské občany. V roce 2009 udělala totéž Kanada a 23. října 2021 zrušily víza pro chorvatské občany i USA.